# Modulraum von Monopolen
Die Modulräume von (magnetischen) Monopolen sind in der Mathematischen Eichtheorie die Modulräume der Bogomolny-Gleichungen, welche hypothetische magnetische Monopole beschreiben. Michael Atiyah und Nigel Hitchin untersuchten diesen Modulraum für zwei magnetische Monopole für die Beschreibung von Streuung.